# Рудня-Іванівська
Р́удня-Іва́нівська — село в Україні, в Звягельському районі Житомирської області. Населення становить 1132 осіб. Входить до складу Ємільчинської селищної громади.
Колишня назва — Янча Рудня.

## Історія
У 1906 році село Емільчинської волості Новоград-Волинського повіту Волинської губернії. Відстань від повітового міста 54 версти, від волості 16. Дворів 136, мешканців 869.
4 листопада 1921 року під час Листопадового рейду у Янчі Рудні зупинився на ночівлю відділ поручника Гопанчука Армії Української Народної Республіки. Перед цим він вибив із села відділ московської кінноти.

## Відомі люди
Тут на маленькій станції Жужель народився Виговський Володимир Степанович (1929—1987) — український радянський письменник